# Hromivka, Novotroiițke
Hromivka (în ucraineană Громівка) este o comună în raionul Novotroiițke, regiunea Herson, Ucraina, formată numai din satul de reședință.

## Demografie
Componența lingvistică a comunei Hromivka
     Ucraineană (93,73%)
     Rusă (5,69%)
     Alte limbi (0,49%)
Conform recensământului din 2001, majoritatea populației comunei Hromivka era vorbitoare de ucraineană (93,73%), existând în minoritate și vorbitori de rusă (5,69%).